# ズドラヴコ・ズドラヴコフ
ズドラヴコ・ズドラヴコフ（Zdravko Stoyanov Zdravkov、1970年10月4日 - ）は、ブルガリアの元サッカー選手。元ブルガリア代表。ポジションはゴールキーパー。

## 来歴
1996年4月にブルガリア代表デビュー。出場機会は無かったが、6月のUEFA EURO '96のメンバーにも選ばれた。1998 FIFAワールドカップではグループステージ全3試合に出場した。UEFA EURO 2004でもグループステージ全3試合に出場した。ブルガリア代表で10年間プレー、通算69試合に出場した。

## 代表歴

### 出場大会
- ブルガリア代表
  - 1998 FIFAワールドカップ

### 試合数
- 国際Aマッチ 69試合 0得点（1996年-2005年）[1]

| ブルガリア代表 | 国際Aマッチ | 国際Aマッチ |
| 年             | 出場        | 得点        |
| -------------- | ----------- | ----------- |
| 1996           | 6           | 0           |
| 1997           | 6           | 0           |
| 1998           | 10          | 0           |
| 1999           | 6           | 0           |
| 2000           | 9           | 0           |
| 2001           | 9           | 0           |
| 2002           | 7           | 0           |
| 2003           | 6           | 0           |
| 2004           | 9           | 0           |
| 2005           | 1           | 0           |
| 通算           | 69          | 0           |

## タイトル
レフスキ・ソフィア
- Aグループ: 1992-93, 1994-95
- ブルガリア・カップ: 1990-91, 1991-92

スラヴィア・ソフィア
- Aグループ: 1995-96
- ブルガリア・カップ: 1995-96

リテックス・ロヴェチ
- ブルガリア・カップ: 2003-04